# Cippo di Abercio

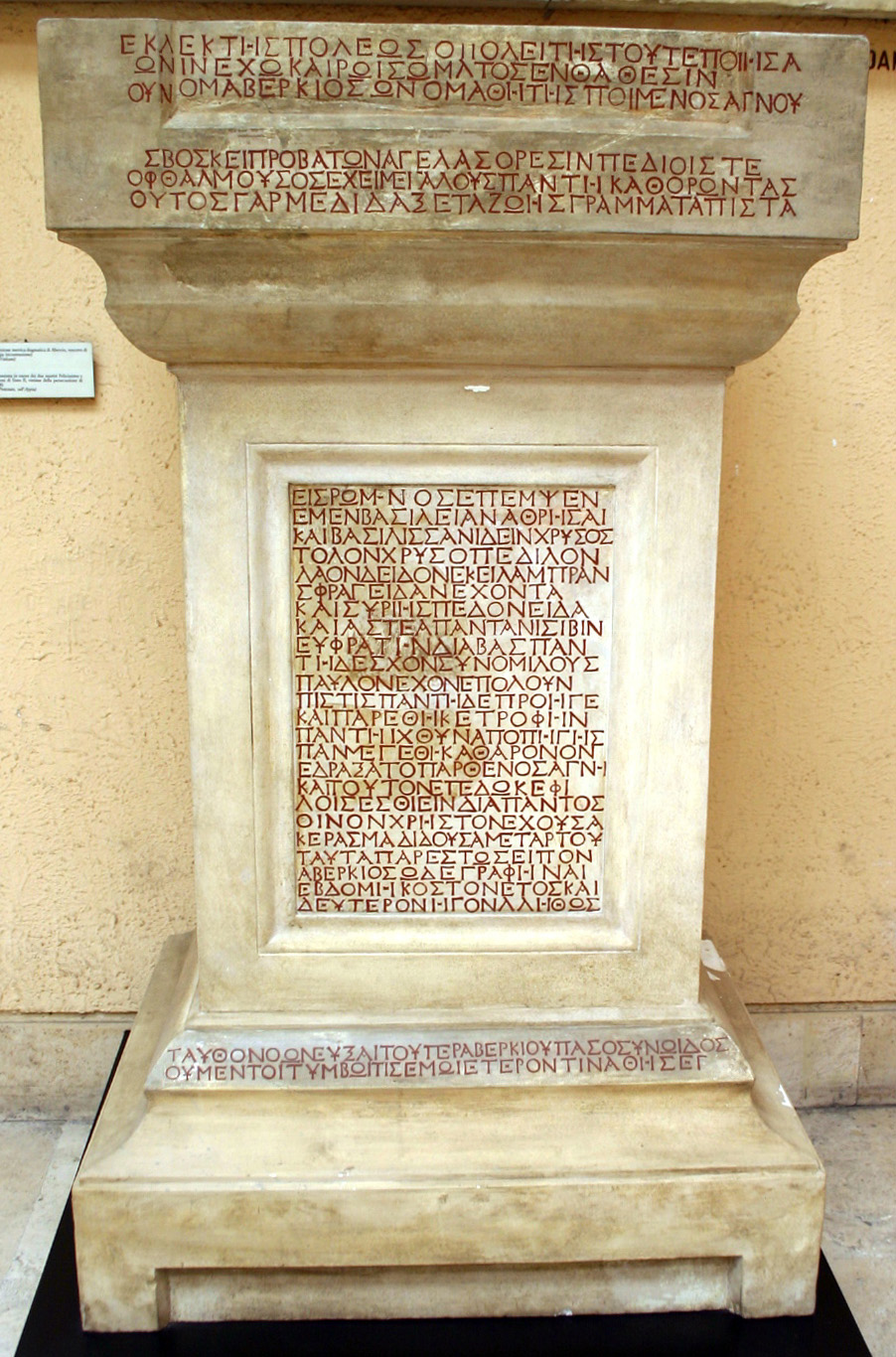
Calco ricostruttivo del Cippo di Abercio esposto al Museo della civiltà romana a Roma; l'originale è conservato al Museo Pio Cristiano di Roma.

Il Cippo di Abercio o Epigrafe di Abercio, risalente all'ultimo quarto del II secolo (170-200), è una delle più antiche epigrafi cristiane di contenuto eucaristico, e fornisce informazioni sull'ambiente cristiano e sulle caratteristiche dogmatiche e liturgiche del II secolo.

## Ritrovamento
Nel 1882 l'archeologo William M. Ramsay scoprì un'iscrizione greca inserita in un pilastro posto dinanzi alla moschea presso l'antica Ierapoli (o Geropoli) in Frigia (l'odierna Kelendres). L'iscrizione faceva parte dell'ara sepolcrale di un certo Alexandros figlio di Antonio e riproduceva l'inizio e la fine dell'epitaffio del vescovo di Ierapoli Abercio. L'anno successivo, 1883, lo stesso Ramsay rinvenne due frammenti della vera epigrafe di Abercio e l'iscrizione venne così interamente confermata.
Il reperto fu donato a papa Leone XIII nel 1892, in occasione del suo giubileo, e fu conservato nella Galleria lapidaria del Museo Lateranense di Roma fino al 1963; oggi si trova nel Museo Pio Cristiano, mentre l'iscrizione di Alexandros si trova ai Musei archeologici di Istanbul.

## Iscrizione
L'iscrizione si conserva per circa un terzo, ma originariamente era incisa in tre registri, per un totale di 22 versi.
Si è potuta ricostruire quasi completamente grazie all'aiuto dell'epigrafe di Alexandros (per i versi 1-3 e 20-22) e grazie a numerosi codici manoscritti che hanno tramandato una vita greca di Abercio.
L'epigrafe è il testamento spirituale di Abercio, in cui egli riassume tutta la sua esperienza di fede cristiana attraverso metafore ed espressioni simboliche dense di significato dogmatico.
Si riporta la traduzione del testo dell'iscrizione:

### Simbologia
Abercio utilizza un linguaggio criptico e fa riferimento a usi propri della sua epoca; ecco un'interpretazione dell'epigrafe:
- Verso 1 l'"eletta città" potrebbe alludere sia a Gerapoli, patria di Abercio, sia alla Gerusalemme celeste, di cui Abercio è cittadino in quanto cristiano;
- Versi 3-6 egli si ritiene discepolo del Buon Pastore (riecheggia anche un passo famoso del Vangelo di Giovanni), cioè Cristo;
- Versi 7-9 descrive il suo viaggio a Roma dove conobbe il centro della Chiesa universale, manifestatosi come una regina vestita d'oro e un popolo, cioè la comunità cristiana, munito dello splendido sigillo "battesimale" della fede cristiana;
- Versi 10-11 descrive i viaggi compiuti in Siria e in Mesopotamia, probabilmente per scopi spirituali;
- Verso 12 l'apostolo Paolo è il compagno spirituale di Abercio;
- Verso 12-16 contiene alcune metafore per indicare l'eucaristia: la Fede lo guidò ovunque e gli diede come nutrimento il Pesce mistico - nel quale è da riconoscere l'immagine di Cristo nell'acròstico Ichthys (Iēsoûs Christós Theoû Hyiós Sōtḗr, Gesù Cristo Figlio di Dio Salvatore), concepito dalla Vergine casta (Maria) - sotto forma di vino e pane;
- Versi 17-19 Abercio afferma di aver curato personalmente l'epigrafe e invita i fedeli a pregare per lui;
- Versi 20-22 secondo un formulario consueto nell'epigrafia pagana, intima una pena pecuniaria da pagarsi all'erario di Roma e di Ierapoli nel caso di violazione del sepolcro, una multa di 3000 aurei, corrispondente a più di 42 libbre d'oro.